# 近江屋権九郎
近江屋 権九郎（おうみや ごんくろう、生没年不詳）は江戸時代の地本問屋。

## 来歴
聚宝堂と号す。寛政から文化期に浅草茅町２丁目で営業していた。喜多川歌麿や2代喜多川歌麿の錦絵を出版している。

## 作品
- 喜多川歌麿 『高名美人六家撰』 大判 錦絵揃物 寛政6年～寛政8年
- 喜多川歌麿『五人美人愛敬競』 大判 錦絵揃物 寛政8年頃
- 喜多川歌麿『櫛を持つ美人』 大判 錦絵 寛政後期
- 喜多川歌麿『両国橋上下の凉み』
- 喜多川歌麿『風流六歌撰』